# Вулиця Михайла Лучкая (Київ)
Ву́лиця Михайла Лучкая — вулиця в Солом'янському районі міста Києва, селище Жуляни. Пролягає від Совської до Виноградної вулиці (офіційно), до кінця забудови (фактично).

## Історія
Вулиця виникла наприкінці 2010-х років під проєктною назвою Проєктна 13057. 
Сучасна назва на честь українського мовознавця, фольклориста, історика Михайла Лучкая — з 2019.